# Elecciones estatales de Coahuila de 2021
Las elecciones estatales de Coahuila de 2021 se llevaron a cabo el domingo 6 de junio de 2021, y en ellas se renovaron los 38 ayuntamientos del estado de Coahuila, México, compuestos por un presidente municipal, un síndico y sus regidores. Electos para un periodo de tres años.

## Organización

### Partidos políticos
En las elecciones estatales tienen derecho a participar once partidos políticos. Diez son partidos políticos con registro nacional: Partido Acción Nacional (PAN), Partido Revolucionario Institucional (PRI), Partido de la Revolución Democrática (PRD), Partido del Trabajo (PT), Partido Verde Ecologista de México (PVEM), Movimiento Ciudadano (MC), Movimiento Regeneración Nacional (MORENA), Partido Encuentro Solidario (PES), Fuerza por México (FPM) y Redes Sociales Progresistas (RSP). Y un partido político estatal: Unidad Democrática de Coahuila (UDC).

### Proceso electoral
La campaña electoral para las alcaldías iniciaron el 4 de abril. El periodo de campañas concluyó el 2 de junio. La votación se celebró el 6 de junio de 2021, de las 8 de la mañana a las 6 de la tarde, en simultáneo con las elecciones federales. Los cómputos finales de resultados se publicaron el 10 de junio.

## Candidaturas y coaliciones

### Partido Acción Nacional
El siete de enero del 2021 el exdiputado federal y expresidente de la Junta del Congreso de Coahuila, Marcelo Torres Cofiño registró su precandidatura en el albiazul para competir por la alcaldía de Torreón. En Monclova el exdiputado federal, exalcalde de Frontera y excandidato a la dirigencia estatal del partido en 2018, Mario Dávila formalizó su registro como precandidato. María Francisca de la Garza completó su registro como precandidata a la alcaldía de Múzquiz; Arturo Onofre Hernández completó su registro como precandidato a la alcaldía de Morelos; Juan Baldemar Portillo Ríos se registró como precandidato a la alcaldía del municipio de Allende; Juan Antonio Espinoza de la Cruz por su registro como precandidato a la alcaldía de Saltillo; además se registró Tere Romo, como precandidata por el PAN a la alcaldía de Saltillo;  Pablo Salas Aguirre, hermano del actual alcalde Juan Salas, se registró como precandidato a la alcaldía de General Cepeda; Vasthi Valdés se registró como precandidata a la alcaldía de Ocampo; Juan Carlos Calderón Orozco por su registro como precandidato a la alcaldía de Juárez; Mario Alberto Martínez Reyes se registró como precandidato a la alcaldía de Zaragoza; Jorge Eduardo García Hernández se registró como precandidato a la alcaldía del municipio de Jiménez.José Armando Pruneda, en Frontera; David Yutani Kuri, en Sabinas; Arcelia Jasso, en Candela; José María Robles, en Nadadores; Juan Antonio Gómez Galindo, en Zaragoza; Patricia Solís, en Viesca; Rosa María Gómez, en Matamoros; y Rosa Maribel Coronado, en Francisco I. Madero.

### Va por Coahuila
El 5 de enero del 2021 los partidos Partido Revolucionario Institucional y Partido de la Revolución Democrática formalizaron su coalición ante el Instituto Electoral en los 38 municipios. El Partido Revolucionario Institucional tendrá elección interna abierta a los militantes, solo en cuatro de los treinta y ocho municipios: Guerrero, Villa Unión, Sacramento y Lamadrid.
El secretario de gobierno, José María Fraustro Siller, renunció a su cargo en el gobierno estatal y anunció su intención de competir a la alcaldía de la capital, Saltillo. Por su parte, el secretario del trabajo del gobierno estatal, Román Alberto Cepeda, anunció su registro como precandidato a la alcaldía de Torreón.

### Juntos Hacemos Historia
El 2 de enero del 2021 los partidos Movimiento Regeneración Nacional, Partido del Trabajo y el partido político estatal Unidad Democrática de Coahuila  se registraron ante el Instituto Electoral la coalición para competir en alianza en los 38 municipios. En el reparto de candidaturas dentro de la coalición, Unidad Democrática de Coahuila encabezará las postulaciones en: Acuña, Allende, Sacramento y Ramos Arizpe. El Partido del Trabajo decidirá los candidatos en 8 municipios:  Arteaga, Frontera, General Cepeda, Jiménez, Matamoros, Parras, San Buenaventura y San Pedro. Por su parte Movimiento Regeneración Nacional registrará en los restantes 26 municipios: Saltillo, Torreón, Monclova y Piedras Negras. pero también Abasolo, Candela, Castaños, Cuatro Ciénegas, Escobedo, Francisco I. Madero, Guerrero, Hidalgo, Juárez, La Madrid, Morelos, Múzquiz, Nadadores, Nava, Ocampo, Progreso, Sabinas, San Juan de Sabinas, Sierra Mojada, Viesca, Villa Unión y Zaragoza.
En Torreón, varios aspirantes de Morena anunciaron su precandidatura a la alcaldía: la diputada federal plurinominal Miroslava Sánchez Galván cuya hermana Hortencia controla la representación del partido a nivel estatal, José Manuel Barrera Martínez, el diputado federal por mayoría relativa José Ángel Pérez quien ya fue alcalde en el periodo 2005-2009 representando al Partido Acción Nacional, y el también diputado federal por mayoría relativa Luis Fernando Salazar. Mientras tanto en la capital Saltillo el senador por mayoría relativa Armando Guadiana pidió licencia a su cargo y se registró como precandidato a la alcaldía a inicios del año. Por su parte en Monclova Morena registró a 2 precandidatas: la diputada federal Melba Farías y la doctora Rosa Nilda Arocha.

### Independientes
En sesión de Consejo General del 30 de diciembre del 2020, el Instituto Electoral de Coahuila (IEC) aprobó el registro de 21 precandidaturas por la vía independiente, mientras rechazó 8 aspirantes alegando no haber cumplido los requisitos previstos por el código electoral vigente. Los precandidatos deberán recabar firmas del 1,5% del total registrados en el listado nominal del municipio por el cual pretenden contender. El periodo para la recolección de firmas se programó del 4 de enero al 12 de febrero del 2021. En caso de lograr el porcentaje requerido aparecerán en la boleta electoral el primer domingo de junio.

## Resultados
|  | 40.84 % |

|  | 31.24 % |

|  | 12.62 % |

|  | 3.48 % |

|  | 2.61 % |

|  | 2.06 % |

|  | 1.82 % |

|  | 0.92 % |

|  | 0.55 % |

|  | 0.49 % |

|  | 0.36 % |

|  | 0.24 % |